# Nemoria haematospila
Nemoria haematospila là một loài bướm đêm trong họ Geometridae.